# Deyverson
Deyverson Brum Silva (Rio de Janeiro, 8 de maio de 1991) é um futebolista brasileiro que atua como centroavante. Joga pelo Fortaleza.

## Carreira

### Grêmio Mangaratibense
Começou a carreira em 2011, no Grêmio Mangaratibense, que disputava à época a Série C do Campeonato Carioca. Em dois anos no clube, disputou 31 jogos e anotou 18 gols.

### Benfica B
Passou por um período de testes no Benfica B, agradou, e foi contratado no dia 5 de setembro de 2012 por três temporadas. Estreou pelo time português no dia 19 de setembro de 2012, frente ao Tondela. Marcou seu primeiro gol no dia 10 de novembro de 2012, numa vitória de 2–1 contra o Oliveirense.

### Belenenses
No ano seguinte, em 6 de agosto de 2013, foi contratado pelo Belenenses, onde marcou 12 gols em 34 jogos pelo clube. Ainda assim, o atacante teve lesões no período e ficou em tratamento até o fim de seu contrato.

### Colônia
Deyverson foi emprestado ao Colônia, da Alemanha, no dia 2 de fevereiro de 2015. O brasileiro marcou seu primeiro gol pelo time no dia 8 de março, numa derrota por 2–1 contra o Eintracht Frankfurt, válida pela Copa da Alemanha.

### Levante
Chegou ao futebol espanhol no dia 27 de julho de 2015, assinando por quatro anos com o Levante. Realizou sua estreia no dia 23 de agosto, na derrota contra o Celta de Vigo. Deyverson marcou seu primeiro gol na elite do futebol espanhol no dia 23 de setembro, anotando no último minuto da partida contra o Eibar, e selando um empate em 2–2. O atacante terminou o campeonato com 12 gols em 23 jogos.

### Alavés
Após o rebaixamento do Levante, Deyverson foi emprestado para o Alavés no dia 21 de julho de 2016, assinando contrato por um ano. Marcou seu primeiro gol pelo clube no dia 10 de setembro, abrindo o placar contra o Barcelona em pleno Camp Nou, numa vitória por 2–1. Também balançou as redes em outro gigante mundial, o Real Madrid, marcando o único gol do Alavés numa derrota em casa por 4–1. Ambos os jogos foram pela La Liga.
O clube terminou a temporada 2016–17 na 9ª colocação da La Liga, foi finalista e vice-campeão da Copa do Rei, perdendo na finalíssima por 3–1 para o Barcelona, em partida realizada no Vicente Calderón.

### Palmeiras

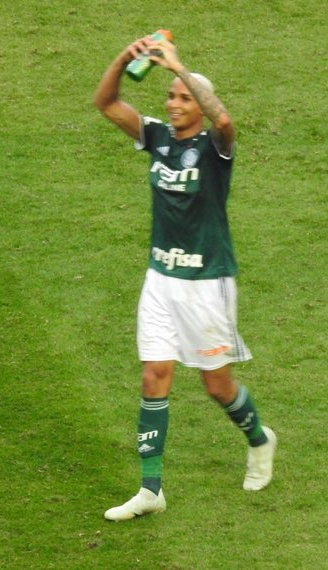
Deyverson pelo Palmeiras em 2018

Indicado pelo técnico Cuca, no dia 11 de julho de 2017 assinou por cinco anos com o Palmeiras. Em 2018 atuou em 26 partidas do Campeonato Brasileiro, marcando nove gols importantes para a campanha do título brasileiro, como nas vitórias nos clássicos contra São Paulo e Corinthians, além de ter concedido duas assistências. Terminou a temporada como campeão brasileiro, tendo feito o gol do título na vitória de 1–0 diante do Vasco da Gama.

### Empréstimo ao Getafe
Foi anunciado como reforço do Getafe no dia 20 de janeiro de 2020, chegando à equipe por empréstimo. O atacante deixou o Geta em junho do mesmo ano, após o clube espanhol decidir não exercer o direito de compra.

### Retorno ao Alavés
No dia 15 de agosto de 2020, foi emprestado ao Alavés. O acordo do atacante com o clube espanhol seria válido até o fim de junho de 2021, entretanto, em maio, Deyverson anunciou que não permaneceria no clube espanhol; assim, retornou ao Palmeiras.

### Retorno ao Palmeiras

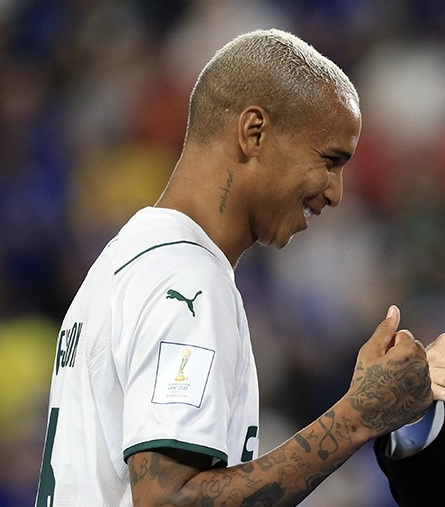
Deyverson com o Palmeiras em 2022

O atacante foi reintegrado ao elenco palmeirense em junho de 2021. Voltou a atuar dias depois, num clássico contra o Corinthians, pelo Campeonato Brasileiro, e na partida seguinte marcou seu primeiro gol na volta ao clube, numa vitória por 3–0 contra o Juventude.
Em novembro de 2021, pela final da Libertadores contra o Flamengo, o atacante entrou em campo no início da prorrogação e marcou o segundo gol que garantiu a vitória alviverde por 2–1, após um vacilo de Andreas Pereira. Deyverson pressionou o meia rubro-negro, roubou a bola e finalizou na saída de Diego Alves para fazer o gol do título.
Atuou pela última vez com a camisa do Palmeiras em março de 2022, no empate por 1–1 contra o Red Bull Bragantino, pela última rodada da fase de grupos do Campeonato Paulista. Deyverson entrou no segundo tempo, fez o gol de empate em cobrança de pênalti e, pouco depois, foi expulso por reclamação com a arbitragem. Em abril, com o contrato próximo do fim, o atacante e a diretoria palmeirense entraram em acordo de que o centroavante não seria mais relacionado para jogos, participando apenas de treinos com o restante do grupo. Ao todo, contando suas duas passagens pelo Palmeiras, Deyverson atuou em 144 jogos e marcou 31 gols. O jogador foi liberado de suas obrigações oficialmente no final de maio.

### Cuiabá
Em agosto de 2022, foi anunciado como novo reforço do Cuiabá. Estreou pela equipe no dia 13 de agosto, em uma vitória em casa por 1–0 contra o Juventude, válida pelo Campeonato Brasileiro. O atacante marcou seu primeiro gol pelo Dourado no dia 4 de setembro, num empate em 1–1 contra o São Paulo.
Ao balançar as redes no dia 6 de agosto de 2023, numa vitória por 3–0 contra o Flamengo, válida pela 18ª rodada do Brasileirão, Deyverson chegou ao seu 4º gol contra o rubro-negro, sendo três pelo Palmeiras e um pelo Cuiabá. Na comemoração, o jogador festejou muito e beijou a tatuagem da Libertadores conquistada em 2021.
Deyverson iniciou bem o ano de 2024. No triunfo contra o Dom Bosco no dia 27 de janeiro, válido pelo Campeonato Mato-Grossense, o atacante marcou duas vezes e ajudou sua equipe a golear por 5–0.

### Atlético Mineiro
No dia 7 de agosto de 2024, Atletico Mineiro confirmou a contratação do jogador com vinculo até o fim de 2025. Deyverson fez sua estreia num clássico contra o Cruzeiro realizado no dia 10 de agosto, em um empate por 0–0. Seu primeiro gol com a camisa alvinegra ocorreu na vitória por 3–0 contra RB Bragantino, no dia 22 de setembro.
Por ter defendido o Cuiabá na Copa do Brasil, o atacante não pôde atuar pelo clube mineiro na competição. No entanto, usou as redes sociais para apoiar o time e provocar os comentaristas Neto e Roger Flores no dia 20 de outubro, após o Galo eliminar o Vasco na semifinal. Segundo Deyverson, os comentaristas apostaram que o clube carioca avançaria.
Já pela Libertadores da América, o jogador foi peça fundamental para seu time nas quartas de final contra o Fluminense, marcando os dois gols do jogo da volta, selando a virada no placar agregado e a classificação atleticana. Deyverson voltou a brilhar no primeiro jogo da semifinal, no dia 22 de outubro, dessa vez contra o River Plate. Titular na partida realizada na Arena MRV, o centroavante marcou dois gols e ainda deu uma assistência para Paulinho selar a vitória por 3–0.

### Fortaleza
No dia 28 de março de 2025, o Fortaleza anunciou a contratação de Deyverson. O atacante chega com contrato válido até o fim de 2026, com opção de renovação por mais um ano. Deyverson irá vestir a camisa de número 18.
Um dia após ser anunciado, Deyverson fez a sua estreia com a camisa do Leão do Pici. O atacante entrou aos 38 do segundo tempo no lugar de Lucero, na vitória por 2 a 0 sobre o Fluminense no Castelão, válido pela 1ª rodada do Campeonato Brasileiro.

## Polêmicas
Durante sua passagem pelo Palmeiras, Deyverson ficou conhecido por acumular algumas polêmicas e expulsões devido ao seu comportamento nas partidas. Uma delas foi um cuspe no volante Richard, no Derby Paulista em 2019, o qual ocasionou uma suspensão de seis partidas no Campeonato Paulista. Nessa época, chegou a ser suspenso das três competições diferentes que o Palmeiras participava (Campeonato Brasileiro, Libertadores, e Copa do Brasil), ao mesmo tempo. Em novembro de 2018, o jogador atribuiu esses comportamentos a um "chip" na sua cabeça.
Em 28 de setembro de 2021, Deyverson foi protagonista de um episódio na partida de volta das semifinais da Copa Libertadores, contra o Atlético Mineiro. O placar estava 1–0 para a equipe mineira, e os atletas reservas do Palmeiras aqueciam na linha lateral; entre eles, Deyverson. Momentos antes do gol de empate da equipe alviverde, o centroavante invadiu o gramado, com a jogada em andamento. O VAR, liderado pelo argentino Andrés Cunha, chegou a alertar o árbitro de campo, o colombiano Wilmar Roldán, sobre a possível irregularidade, mas a decisão de Roldán foi de que o centroavante não afetou a conclusão da jogada e o gol foi validado. O jogo terminou em 1–1 e os paulistas se classificaram pelo critério do gol fora de casa, já que a primeira partida terminou em 0–0. Dias depois do ocorrido, o Atlético Mineiro chegou a protocolar uma reclamação à CONMEBOL, pedindo a anulação da partida; entretanto, a entidade rejeitou o pedido e manteve o resultado.  Curiosamente, alguns anos depois em 2024, ele viria a ser contratado pelo próprio Atlético Mineiro.

## Títulos
Palmeiras
- Campeonato Brasileiro: 2018
- Copa Libertadores da América: 2021
- Recopa Sul-Americana: 2022
- Campeonato Paulista: 2022

Cuiabá
- Campeonato Mato-Grossense: 2023 e 2024

Atlético Mineiro
- Campeonato Mineiro: 2025

### Prêmios individuais
- Melhor Jogador da Final da Copa Libertadores da América de 2021[45]

### Recordes
- Maior artilheiro do Cuiabá no Campeonato Brasileiro: 18 gols[46]
- 4° maior artilheiro da história do Cuiabá: 32 gols